# Schnepfenmesserfische
Die Unterfamilie der Schnepfenmesserfische (Centriscinae) gehört zu den Schnepfenfischen (Centriscidae) innerhalb der Ordnung der Seenadelartigen (Syngnathiformes). Sie besteht aus zwei Gattungen mit je zwei Arten. Die Tiere leben im tropischen Indopazifik. Sie werden im Deutschen auch Rasiermesserfische genannt.

## Merkmale
Es handelt sich um schmale längliche Fische mit einem scharfen messerartigen, aus Knochenplatten gebildeten Bauchkiel, die mit ihrer charakteristischen Schwimmweise – mit dem Kopf nach unten – zwischen Seegrasfeldern oder zwischen Gorgonien auf Nahrungssuche gehen. Zum Schutz halten sich die Fische oft zwischen den langen Stacheln von Diadem-Seeigeln (Diadem sp.) auf.
Alle Arten sind zahnlos und haben eine röhrenförmige Pipettenschnauze, um die Nahrung einzusaugen. Die Rückenflosse ist an das Hinterende gewandet.

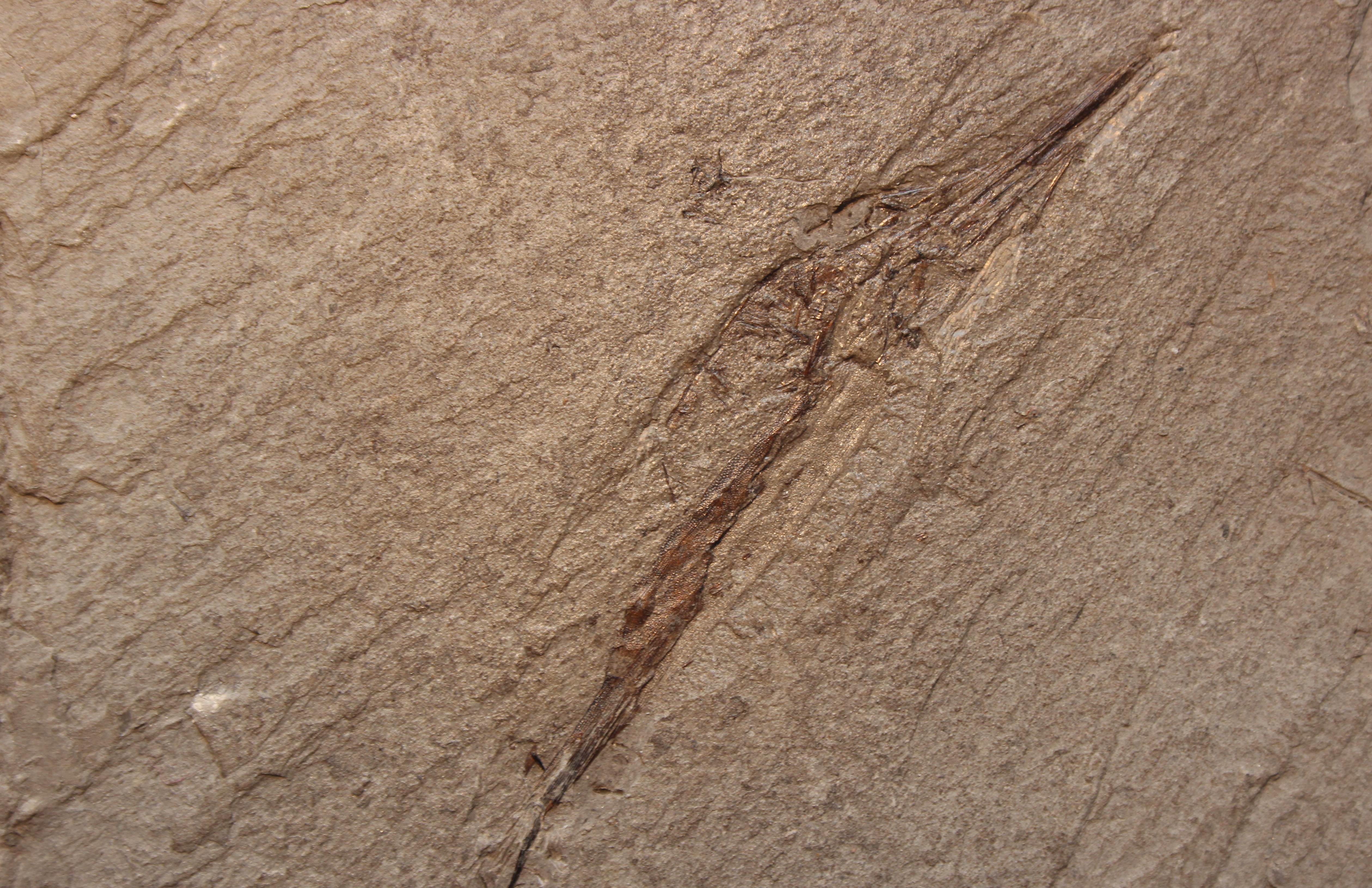
Centriscidae Fossil

## Systematik
Es gibt zwei Gattungen mit jeweils zwei Arten. Die Gattungen unterscheiden sich durch den Bau des ersten Rückenflossenstrahls. Bei Centriscus ist er starr, während er bei Aeoliscus in der Mitte ein Gelenk hat und abgeknickt werden kann.
- Gattung Aeoliscus Jordan & Starks, 1902
  - Gepunkteter Schnepfenmesserfisch (Aeoliscus punctulatus (Bianconi, 1855))
  - Gestreifter Schnepfenmesserfisch (Aeoliscus strigatus (Günther, 1861))
- Gattung Centriscus Linnaeus, 1758
  - Centriscus cristatus (De Vis, 1885)
  - Centriscus scutatus Linnaeus, 1758